# Miles Teller
Miles Alexander Teller (Downingtown, Pennsylvania, 1987. február 20. –) amerikai színész és zenész.

## Fiatalkora és családja
Downingtownban (Pennsylvania) született. Édesanyja, Merry ingatlanügynök, édesapja Michael atomerőműben dolgozó mérnök. Két idősebb nővére van, Erin és Dana. Apai nagyapja orosz zsidó származású volt, felmenői közt pedig írek és angolok is találhatók. Teller családja a fiú tizenkét éves korában költözött Floridába , előtte Pennsylvániában és Delawareben éltek. Miközben a Lecanto High Schoolba járt, altszaxofonozott egy rockzenekarban, dobolt egy templomi ifjúsági csoport zenekarában, és elnöke volt a színjátszó klubnak. Zongorázott és gitározott is, és tagja volt az egyetemi baseballcsapatnak, remélve, hogy egyszer profi lesz. Teller felszolgálóként dolgozott a Crackers nevű étteremben. Bachelor of Fine Arts diplomát szerzett a New York University Tisch School of the Arts-on, és a Lee Strasberg Színház- és Filmintézetben tanult metódusszínészetet. 2007-ben Teller utasként ült egy autóban, amely 130 km/órás sebességgel elvesztette az irányítást, és nyolcszor felborult. A balesetből több heg is maradt az arcán.

## Színészi pályafutása
Teller 2004 és 2010 között számos rövidfilmben szerepelt. Miután 2009-ben végzett a Tisch School of the Arts-on, az Engedd el! (2010) című filmben debütált, miután Nicole Kidman őt választotta ki a szerepre. Teller a középiskolában szerepelt a Footloose című színpadi musicalben, később pedig az azonos című, 2011-es remake-filmben is feltűnt. 2013-ban a Képszakadás és Az élet habzsolva jó című filmekben szerepelt. Damien Chazelle második filmjében, a Whiplash-ben (2014) egy dobost alakított, aki megpróbál imponálni bántalmazó jazz-tanárának (J. K. Simmons). Jelölték a legjobb színésznek járó Gotham Independent Film Awardra, a legjobb filmszínésznek járó Satellite Awardra és a BAFTA Rising Star díjra. További elismerést kapott Peter Hayes szerepéért A beavatottban (2014), valamint a folytatásaiban, A beavatott-sorozat: A lázadóban (2015) és A beavatott-sorozat: A hűségesben (2016). Emellett eljátszotta Mr. Fantastic-ot A fantasztikus négyes reboot filmben (2015), David Packouz fegyverkereskedőt a Haverok fegyverben (2016) című filmben, valamint Vinny Pazát a Vasakarat (2016) című bokszos életrajzi filmben. 2017-ben két életrajzi projektben, a A bátrak és a Köszönjük, hogy a hazáját szolgálta! című filmekben játszott.

## Magánélete
A Philadelphia Phillies, a Philadelphia Flyers és a Philadelphia Eagles csapatoknak szurkol. 2013-ban ismerkedett meg Keleigh Sperry modellel, akivel 2019. szeptember 1-jén kelt egybe Mauin (Hawaii).

## Filmográfia

### Film
| Év   | Magyar cím                           | Eredeti cím                     | Szerep                        | Magyar hang    | Rendező               |
| ---- | ------------------------------------ | ------------------------------- | ----------------------------- | -------------- | --------------------- |
| 2010 | Engedd el!                           | Rabbit Hole                     | Jason                         | Kardos Bence   | John Cameron Mitchell |
| 2011 | Footloose                            | Footloose                       | Willard Hewitt                | Molnár Levente | Craig Brewer          |
| 2012 | Project X – A buli elszabadul        | Project X                       | önmaga (főiskolai sportoló)   | Czető Roland   | Nima Nourizadeh       |
| 2013 | Az élet habzsolva jó                 | The Spectacular Now             | Sutter Keely                  | Gacsal Ádám    | James Ponsoldt        |
| 2013 | Képszakadás                          | 21 & Over                       | Miller                        | Gacsal Ádám    | Jon Lucas             |
| 2013 | Képszakadás                          | 21 & Over                       | Miller                        | Gacsal Ádám    | Scott Moore           |
| 2014 | Whiplash                             | Whiplash                        | Andrew Neiman                 | Fehér Tibor    | Damien Chazelle       |
| 2014 | Csajkeverők                          | That Awkward Moment             | Daniel                        | Szatory Dávid  | Tom Gormican          |
| 2014 | A beavatott                          | The Divergent                   | Peter Hayes                   | Renácz Zoltán  | Neil Burger           |
| 2014 | Kétéjszakás kaland                   | Two Night Stand                 | Alec                          | Baráth István  | Max Nichols           |
| 2015 | A beavatott-sorozat: A lázadó        | The Divergent Series: Insurgent | Peter Hayes                   | Renácz Zoltán  | Robert Schwentke (1.) |
| 2015 | A fantasztikus négyes                | Fantastic Four                  | Reed Richards / Mr. Fantastic | Fehér Tibor    | Josh Trank            |
| 2016 | A beavatott-sorozat: A hűséges       | The Divergent Series: Allegiant | Peter Hayes                   | Renácz Zoltán  | Robert Schwentke (2.) |
| 2016 | Érettségi után, érettség előtt       | Get a Job                       | Will Davis                    | Renácz Zoltán  | Dylan Kidd            |
| 2016 | Haverok fegyverben                   | War Dogs                        | David Packouz                 | Fehér Tibor    | Todd Phillips         |
| 2016 | Vasakarat                            | Bleed for This                  | Vinny Pazienza                | Renácz Zoltán  | Ben Younger           |
| 2017 | A bátrak                             | Only the Brave                  | Brendan „Donut” McDonough     | Renácz Zoltán  | Joseph Kosinski (1.)  |
| 2017 | Köszönjük, hogy a hazáját szolgálta! | Thank You for Your Service      | Adam Schumann                 | Renácz Zoltán  | Jason Hall            |
| 2022 | Top Gun: Maverick                    | Top Gun: Maverick               | Bradley „Rooster” Bradshaw    | Szatory Dávid  | Joseph Kosinski (2.)  |
| 2022 | A pók feje                           | Spiderhead                      | Jeff                          | Fehér Tibor    | Joseph Kosinski (3.)  |
| 2025 | A szurdok                            | The Gorge                       | Levi Kane                     |                | Scott Derrickson      |

Rövidfilmek
| Év   | Cím                    | Szerep | Rendező         |
| ---- | ---------------------- | ------ | --------------- |
| 2004 | Moonlighters           | Miles  | Jesse Newman    |
| 2007 | A Very Specific Recipe | Lee    | Jesse Newman    |
| 2008 | The Musicians          | Miguel | Jennifer McCabe |
| 2010 | The Track Meet         | Andrew | Eric LaPlante   |

### Televízió
| Év   | Magyar cím   | Eredeti cím          | Szerep            | Megjegyzések            |
| ---- | ------------ | -------------------- | ----------------- | ----------------------- |
| 2009 | Zűrös zsaruk | The Unusuals         | James Boorland    | 1 epizód                |
| 2012 |              | The 47th Floor       | ismeretlen szerep | 4 epizód                |
| 2019 |              | Too Old to Die Young | Martin Jones      | minisorozat (10 epizód) |
| 2022 |              | The Offer            | Albert S. Ruddy   | minisorozat (10 epizód) |

## Fordítás
- Ez a szócikk részben vagy egészben  a   Miles Teller című angol Wikipédia-szócikk fordításán alapul.  Az eredeti cikk szerkesztőit annak laptörténete sorolja fel. Ez a jelzés csupán a megfogalmazás eredetét és a szerzői jogokat jelzi, nem szolgál a cikkben szereplő információk forrásmegjelöléseként.